# Poškození rostlin pesticidy a hnojivy
Poškození rostlin pesticidy a hnojivy je označení pro fyziologické poškození rostlin způsobené látkami na výživu nebo ochranu rostlin včetně regulátorů růstu, dekorativních postřiků, prostředků k probírce plodů, defoliantů apod. Mezi rostlinami se projevují velké druhové rozdíly v reakcích na nevhodnou aplikaci uvedených přípravků. Tento jev je i vnitrodruhový, některé odrůdy jsou k některým pesticidům nebo hnojivům citlivější, jiné necitlivé. Toxicita přípravku se projevuje zjevně, ale může být i latentní.
Obecně lze konstatovat, že všechny přípravky používané k výživě a ochraně rostlin mohou způsobit poškození a úhyn rostlin. Rozdíl mezi pozitivním a negativním působením je závislý na momentálním stavu rostliny, způsobu a okolnostech aplikace a především množství aplikované látky. 
Odrůdová citlivost je problém především u okrasných rostlin, kdy není ověřena citlivost na pesticidy a hnojiva u všech jednotlivých odrůd. 
Charakteristické je předávkování, popálení porostu hospodářských rostlin v místech, kde se v porostu překrývají ošetřené pásy při aplikaci postřiku, při otáčení na úvratích apod. Běžné je také poškození okolních zemědělských i nezemědělských porostů při úletech aplikační tekutiny za větrného počasí, splavováním při deštích, poškození porostů mezí a remízků.

## Práh škodlivosti
Při hodnocení potenciálně patogenních účinků chemické látky je obvykle hodnocena především účinná látka a její účinky, přestože fytoxicitu přípravku může způsobit či zvýšit nosič, aditiva, nebo forma účinné látky přípravku. Všechny přípravky používané k ochraně a výživě rostlin mají práh škodlivosti, označovaný termínem jako míra fytotoxicity nebo míra fytotoxicity účinné látky. Tato hodnota je vyjádřena v množství látky. 

## Podmínky aplikace ovlivňující poškození
Některé rostliny mohou být citlivé na chemickou formu živin (chloridy). Předávkování herbicidy o 30- 50 % se většinou na pěstované plodině neprojeví. Některé chybné aplikace způsobují poškození, které se projevují i několik po sobě následujících let. Přípravky použité na rostliny, které jsou kompostovány mohou i po letech poškodit rostliny přihnojované kompostem.
Některé okolnosti aplikace mohou zvýšit fytotoxicitu přípravků:
- vlhké prostředí zvyšuje efekt pesticidů ale i fytotoxicitu
- vysoká teplota zvyšuje fytotoxicitu při aplikaci hnojiv a pesticidů na list
- vysoké srážky vymývají pesticidy a hnojiva z půdy dochází k hromadění látky a zvýšení fytoxicity
- eroze působí stejně, látky jsou přemisťovány s půdou
- sluneční záření může spolupůsobit při poškození rostlin přípravky na výživu a ochranu rostlin (fytovit, regulátory růstu, herbicidy)

## Symptomy
Symptomy jsou „popálení“ u nevhodné aplikaci nebo velmi silné koncentraci přípravků, nekrózy projevující se v řádu dnů nebo i hodin. Vadnutí, chlorózy, nekrózy, deformace, omezení růstu, diskolorace u aplikací na listy u citlivých rostlin. U látek které se hromadí v půdě a spodní vodě (simaziny) je to například vadnutí a usychání stromů. 
Symptomy jsou při předávkování nebo nesprávné aplikaci u skupin přípravků (např. glyfosáty) podobné a není možné vizuálně zjistit jaký přípravek pravděpodobně způsobil poškození.
Symptomy na plevelech umožňují snáze určit původ poškození alespoň skupiny přípravků (např. poškození výhradně dvouděložných plevelů v okolí pole).

### Symptomy pesticidů podle místa působení
Některé přípravky lze zřetelně rozdělit, například na výhradně listové (Glyfogan) nebo kořenové (Simazin) herbicidy. Jiné, například Sencor působí jako listový i kořenový herbicid.

#### Kořenové herbicidy
Systémové kořenové herbicidy (s převahou účinku přes kořeny) růst a metabolismus především mladých rostlin, ale mohou poškodit i starší rostliny. Do této skupiny lze řadit reziduálně působící účinné látky, jako jsou sulfonylmočoviny, triaziny, trifluralin a další.  Některé půdní herbicidy mohou zůstávat v půdě mnoho let nebo se kumulovat (např. triaziny).
Symptomy poškození půdními herbicidy a jejich rezidui se projevují starších rostlin nejdříve na spodních listech mezižilkovou chlorózou a nekrózou listů v nižších částech rostliny, zatímco horní části rostlin jsou nepoškozené. Rostliny omezují růst, kořeny zakrňují. Poškození se projevuje také odumíráním růstového vrcholu, děložních lístků.U mladých rostlin dochází k deformacím a celkovému odumírání, nebo nerovnoměrnému vzcházení porostu.
Nežádoucí fytototoxický účinek na pěstovanou kulturu je popsán u o preemergentní aplikace herbicidů v případě špatných povětrnostních podmínek (chladné jaro), kdy může dojít k retardaci a poškození porostů sóji například u přípravků  Afalon, Stomp. Některé preemergentní herbicidy nelze použít jako listové herbicidy pro vysokou fytotoxicitu.

#### Listové herbicidy
Listové herbicidy účinkují výhradně přes listy plevelů. Časté je poškození kukuřice. Nebezpečí je vyšší hlavně u porostů stresovaných mokrem nebo kolísajícími teplotami. Fytotoxicita se projevuje prožloutnutím porostu, nekrózami na okrajích listů nebo zpomalením růstu ošetřených rostlin.

### Symptomy pesticidů podle mechanismu působení

#### Inhibitory růstu
Inhibitory růstu rostlin regulují vývoj a růst mladých rostlin. Herbicidy s účinky inhibitorů růstu snižují klíčivost a schopnost mladých rostlin se normálně vyvíjet. Inhibitory růstu kořenů (dinitroanily) způsobují zakrňování rostliny, tvoří menší listy. Thiokarbamáty a další inhibitory vzcházení (acetanilidy) způsobují odumírání při klíčení a zakrňování rostlin. Thiokarbamáty způsobují tvorbu listů s menší listovou plochou, listy jsou zkrácené a vývoj je opožděný.

#### Regulátory růstu rostlin
Mezi růstové regulátory patří přípravky, které ovlivňují rychlost růstu. Mohou způsobují deformace rychle rostoucích částí, zkadeřování a zkrucování listů, retardaci růstu rostlin. Tyto přípravky jsou řazeny podle účinné látky: Fenoxymočoviny – 2,4 D, MCPA, benzoové kyseliny - dicamba, pyridiny – clopyralid, triclopyr.

#### Kontaktní herbicidy
Mezi kontaktní herbicidy (Basagran Super, Bromotril, Pardner) jsou řazeny látky, které potřebují pro dobrou účinnost přímé sluneční záření, které trvá ještě nejméně 4–5 hodin po aplikaci. Poškozují chlorofyl.

#### Metabolické inhibitory
Selektivita těchto herbicidů k plodině je často nízká. Při poškození způsobují okrajové nekrózy, červenání nebo tmavá zeleň listů, zakrnělý růst, listové deformace, zakrnění kořene, ztloustnutí tkání, okrouhlé listové skvrny.  Tyto herbicidy lze je dále rozčlenit na:
- HPPD inhibitory (isoxaflutole, mesotrione, tembotrione, atd.) používané k preemergentní a časné postemergentní aplikaci v kukuřici a máku. Úlet, případně rezidua těchto herbicidů v půdě, se projevují například vybělením pletiv listů, jenž bývá někdy doprovázeno antokyanovým nádechem u nejmladších listů.[6]
- PDS inhibitory (flurochloridon, diflufenican a beflubutamid) jsou půdní herbicidy určené především pro preemergentní a časnou postemergentní aplikaci v řadě plodin (obilniny, slunečnice, brambory, atd.). Účinná látka flurochloridon blokuje syntézu karoteonoidů, které chrání chlorofyl před fotooxidací. Vlivem slunečního záření dochází k poruše listové zeleně, což je příčinou odumření zasažených plevelů. Na půdách s obsahem humusu nižším než 2 % muže přípravek způsobit za deštivého počasí páskovité vybělení prvních listu cílených plodin, které nemá vliv na výnos. Úlet, případně rezidua těchto herbicidů v půdě, se projevují například vybělením pletiv listů, jenž bývá doprovázeno antokyanovým nádechem u nejmladších listů.[6]
- inhibitory syntézy diterpenů (clomazone), který se používá pouze jako preemergentní herbicid, především k fytotoxicitě pro většinu plodin. Intenzivní srážky po aplikaci, především na svažitějších pozemcích a při použití vyšší dávky, mohou způsobovat silnou fytotoxicitu plodiny. Pokud po aplikaci přípravku následují srážky, nelze vyloučit poškození ošetřovaného porostu.[7] Podle jiných zdrojů úlet herbicidu obsahující účinnou látku clomazone na sousední porosty obvykle nezpůsobí zásadnější fytotoxicitu.[6]

### Jiné řazení

#### Neselektivní a  selektivní herbicidy
Selektivní herbicidy je označení které vymezuje účinnou látku jako selektivní proto, že hubí plevelné rostliny v nižší koncentraci než pěstované druhy rostlin. Při překročení koncentrace tak dochází k poškození pěstované rostliny. Při poškození selektivními herbicidy jsou obvykle výrazně poškozeny plevele některých skupin, které se v porostu také vyskytují, na něž bylo ošetření cíleno (jednoděložné, dvouděložné, heřmánky, atp.). 
Použití systémových neselektivních herbicidů (Glyfogan, Roundup - glyphosate, sulphostate)  poškozuje všechny druhy a odrůdy rostlin, včetně dřevin. Způsobuje barevné změny a deformace růstu, zasychání částí a odumírání. Je třeba zamezit zasažení zelených částí kulturních plodin, buď postřikem nebo úletem postřikové mlhy. Přípravkem nesmí být zasaženy okolní porosty.

## Typy fytotoxicity
Někteří autoři rozeznávají typy fytotoxicity:
- základní – konkrétní druh rostliny citlivý ke konkrétnímu přípravku
- z předávkování – při použití vyšší koncentrace
- kumulativní – při opakované aplikaci kdy dojde ke kumulaci účinné látky
- kombinovaná – zvýšená fytotoxicita při mísení s jinými hnojivy či jinými přípravky
- z umístění – je použit přípravek na rostlinu, pro kterou pro kterou není vhodný.
- náhodná – např. vlivem počasí

## Diagnostika
Hodnotí se možnosti zda poškození je plošné, lokální, v pásech, pruzích, na jakém druhu rostlin. Plošné poškození je vhodné zmapovat. Ze symptomů a vývoje počasí lze odhadovat zda poškození neovlivnilo počasí. Je třeba vyloučit jiné faktory poškození (hmyz, houbové choroby).